# Septeto Santiaguero
El Septeto Santiaguero es una agrupación de música tradicional cubana, fundada en Santiago de Cuba en el año 1995. Acreedores de dos Premios Grammy Latinos, en el año 2015 con el CD «No Quiero Llanto. Tributo a Los Compadres», y en el año 2018 con la producción discográfica '«A mi qué. Tributo a los clásicos cubanos».

## Historia
El Septeto Santiaguero es una agrupación cubana fundada en el año 1995 en la ciudad de Santiago de Cuba, Cuba. Desde sus comienzos adoptaron el formato de septeto tradicional, o sea, guitarra, tres, bongó, claves, maracas, contrabajo, trompeta y tumbadora como instrumentos musicales. La grupación era un septeto de ocho músicos, pero mantuvo el nombre de septeto porque el género musical que hacía y como lo ejecutaba era la propia un septeto.
Graban su primer disco en el año 1995 y ya para el verano el mismo tuvo una gran por el público de gran parte de Europa, comenzando el son cubano a traspasar las fronteras de su país natal.
Entre los reconocimientos más importantes de la agrupación se encuentran el Premio Cubadisco en el año 2011 y la nominación al Grammy Latino en 2013 con el CD «Oye mi Son» en la categoría Mejor Álbum Tropical Tradicional. Además galardonados de los Grammy Latinos en el año 2015 con el fonograma «No Quiero Llanto. Tributo a Los Compadres», esta producción contón con la colaboración de los artistas Oscar D' León, Andy Montañez, Aymee Nuviola y Eliades Ochoa entre otros. De igual manera obtendrían para el año 2018 el premio en los Grammy Latinos en la categoría de Mejor Álbum de Música Tradicional con el disco «A mi qué. Tributo a los clásicos cubanos».
Su lanzamiento más reciente lanzamiento es el CD «Y Sigo Palante», estrenado en el año 2022 bajo licencia de la casa discográfica EGREM.

## Discografía
- Septeto Santiaguero (1996)
- La Pulidora (1998)
- La Chismosa (2001)
- Para los bailadores (2002)
- Los Mangos Bajitos (2005)
- Oye Mi Son Santiaguero (2010)
- Vamos Pa' La Fiesta (2012)
- No Quiero Llanto. Tributo a Los Compadres (2015)
- Raíz (2017)
- A Mi Qué. Tributo a Los Clásicos Cubanos (2018)
- Y Sigo Palante (2022)

## Premios y Reconocimientos
- Premio Grammy Latino 2015 «No Quiero Llanto. Tributo a Los Compadres» GANADOR[15]
- Premio Grammy Latino 2018 «A Mi Qué. Tributo a Los Clásicos Cubanos» GANADOR[16]